# Bezirk Laufen
Der Bezirk Laufen, auch Laufental genannt, ist einer von fünf Bezirken im Schweizer Kanton Basel-Landschaft. Der Hauptort ist Laufen. Bis 1994 gehörte der Bezirk zum Kanton Bern.

## Geografie

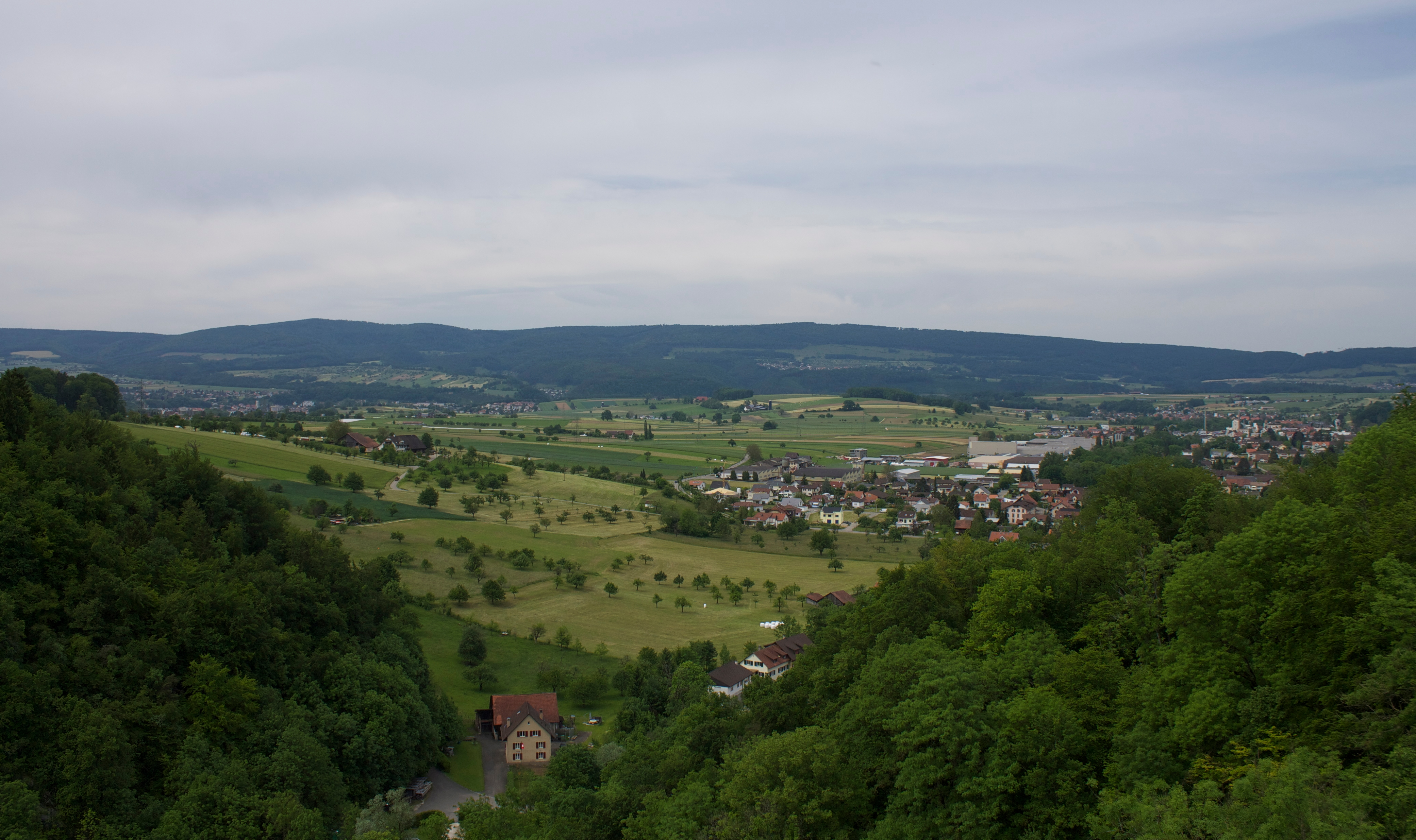
Blick Richtung Laufental von der Burg Neu-Thierstein aus. Zu sehen sind unter anderem Laufen, Dittingen, Blauen und Brislach

Das knapp 90 km² grosse Laufental mit den dreizehn Gemeinden Blauen, Brislach, Burg im Leimental, Dittingen, Duggingen, Grellingen, Laufen, Liesberg, Nenzlingen, Roggenburg, Röschenz, Wahlen und Zwingen liegt in der Wirtschaftsregion Nordwestschweiz in der Metropolregion Basel. Es grenzt an die Kantone Jura und Solothurn und berührt im Westen die französische Staatsgrenze.

## Geschichte
Nach der Niederlage Napoleons Ende 1813 in der Völkerschlacht bei Leipzig marschierten die verbündeten Armeen (Russland, Preussen, Österreich) Richtung Frankreich. In Missachtung der schweizerischen Neutralität erlaubte Basel 1814 80'000 Soldaten die Überquerung der Mittleren Brücke und den Marsch durch das ehemalige Fürstbistum Basel, um gegen Napoleons Armee zu kämpfen. Diese Geste wurde am Wiener Kongress nicht vergessen und brachte dem Stand Basel unter gewissen Bedingungen die Einverleibung der neun katholischen Dörfer des Birsecks.
Für die Siegermächte galt es 1815 in Wien, zuerst einen neuen Herrscher über das herrenlose Fürstbistum zu wählen, der militärisch die Klusen und die Pässe verteidigen könnte. Gerade dieses Gebiet hatten die Franzosen 1797 als Vorwand für das Eindringen in die Schweiz genutzt. Basel war dafür nicht geeignet. Einzig Bern besass die erforderliche militärische Macht. Zudem war Bern mit Biel und den südjurassischen Tälern verburgrechtet.
Der Aargau und das Waadtland, die Bern schon 1803 verloren hatte, waren bereits durch die Mediationsakte als Kantone anerkannt, und die Frage einer Entschädigung Berns erschien zweitrangig.
Die Herrschaft Pfeffingen gab es im Jahre 1815 schon seit mehr als zwanzig Jahren nicht mehr. Es wäre wenig sinnvoll gewesen, Duggingen und Grellingen nicht Bern zuzuordnen. Das Birstal bildet eine geographische Einheit bis zum Schloss Angenstein, das für die Berner eine strategische Klus und das Eingangstor zum Jura war.
Basel wollte die Laufentaler nicht. Ähnlich wie 1803 beim Fricktal wollte Basel keine Katholiken und nicht zu viele Bauern. Bereits 1798 hatten Landschäftler drei Landvogteischlösser in Brand gesetzt, und deren Aufmüpfigkeit bekam Basel noch bis 1833 hart zu spüren.
Als der Jura im Jahre 1979 ein selbständiger Kanton wurde, erhielt das vom Kanton Bern isolierte und zu einer Exklave gewordene Laufental die Möglichkeit, sich einem benachbarten Kanton anzuschliessen oder bei Bern zu bleiben. Zur Wahl standen die Kantone Solothurn, Basel-Landschaft und Basel-Stadt. Der gewählte Kanton wurde dem Kanton Bern gegenübergestellt. Nach der ersten Volksabstimmung vom 13. Januar 1980 kamen Basel-Landschaft (52 %) und Solothurn (32 %) in die engere Wahl, während Basel-Stadt (16 %) abfiel. Bei der zweiten Abstimmung vom 16. März 1980 ging Basel-Landschaft (65 %) als Sieger hervor, das «Aktionskomitee pro Solothurn» blieb ohne Wirkung. In der Volksabstimmung am 11. September 1983, bei der es um den Entscheid pro Bern oder pro Basel-Landschaft ging, stimmten fast 57 Prozent der Bevölkerung des Bezirks für den Verbleib bei Bern. Nachdem aber 1984 im Zuge der Berner Finanzaffäre bekannt geworden war, dass der Kanton Bern die Aktion bernisches Laufental widerrechtlich finanziell unterstützt hatte, entbrannte ein jahrelanger Rechtsstreit. Letztlich gab das Bundesgericht den Beschwerdeführern von der Laufentaler Bewegung recht und ordnete die Wiederholung der Volksabstimmung an. Am 12. November 1989 entschieden sich die Laufentaler mit einer Mehrheit von 51,7 Prozent für die Annahme des Laufentalvertrags und somit für die Zugehörigkeit zum Kanton Basel-Landschaft. Am 1. Januar 1994, nachdem die Eidgenossenschaft als Ganzes dem Kantonswechsel des Laufentals zugestimmt hatte, erfolgte der Beitritt zum Kanton Basel-Landschaft.

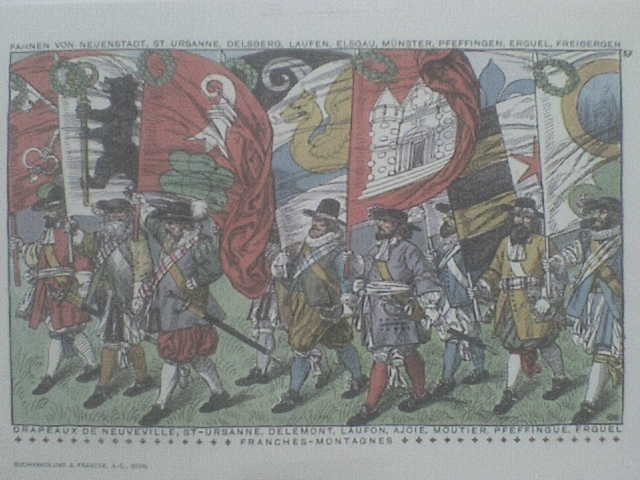
Herrschaftsfahne Zwingen-Laufen im Fürstbistum Basel

## Politische Gemeinden
| Wappen            | Name der Gemeinde | Einwohner (31. Dezember 2023) | Fläche in km² | Einwohner pro km² |
| ----------------- | ----------------- | ----------------------------- | ------------- | ----------------- |
| Blauen            | Blauen            | 0685                          | 7,12          | 96                |
| Brislach          | Brislach          | 1730                          | 9,42          | 184               |
| Burg im Leimental | Burg im Leimental | 0283                          | 2,84          | 100               |
| Dittingen         | Dittingen         | 0737                          | 6,75          | 109               |
| Duggingen         | Duggingen         | 1611                          | 5,86          | 275               |
| Grellingen        | Grellingen        | 1954                          | 3,29          | 594               |
| Laufen            | Laufen            | 5974                          | 11,40         | 524               |
| Liesberg          | Liesberg          | 1088                          | 12,46         | 87                |
| Nenzlingen        | Nenzlingen        | 0467                          | 3,66          | 128               |
| Roggenburg        | Roggenburg        | 0255                          | 6,67          | 38                |
| Röschenz          | Röschenz          | 1894                          | 10,07         | 188               |
| Wahlen            | Wahlen            | 1585                          | 5,41          | 293               |
| Zwingen           | Zwingen           | 2828                          | 4,61          | 613               |
| Total (13)        | Total (13)        | 21'0910                       | 89,56         | 235               |

## Veränderungen im Gemeindebestand

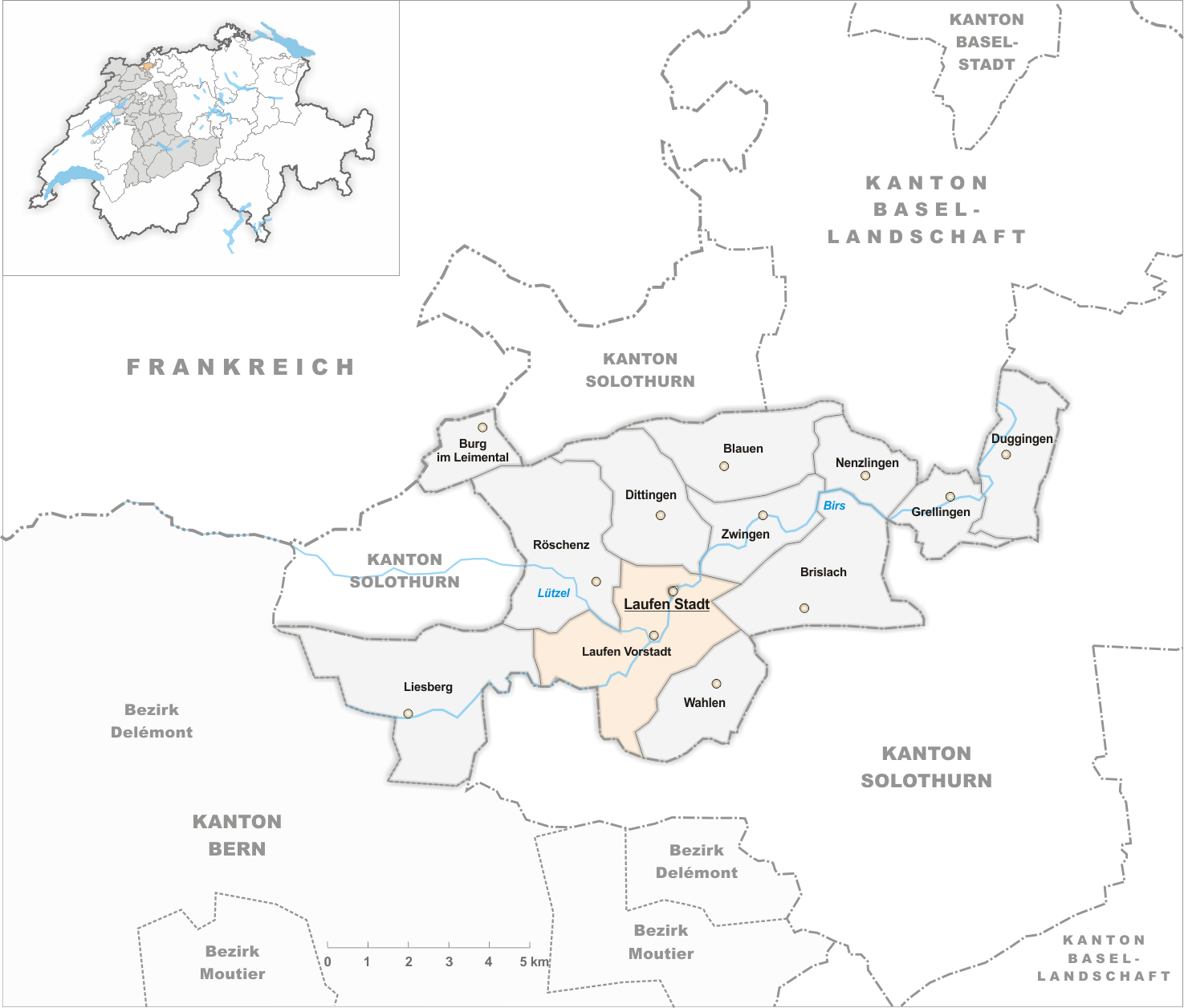
Gemeinden bis 1851
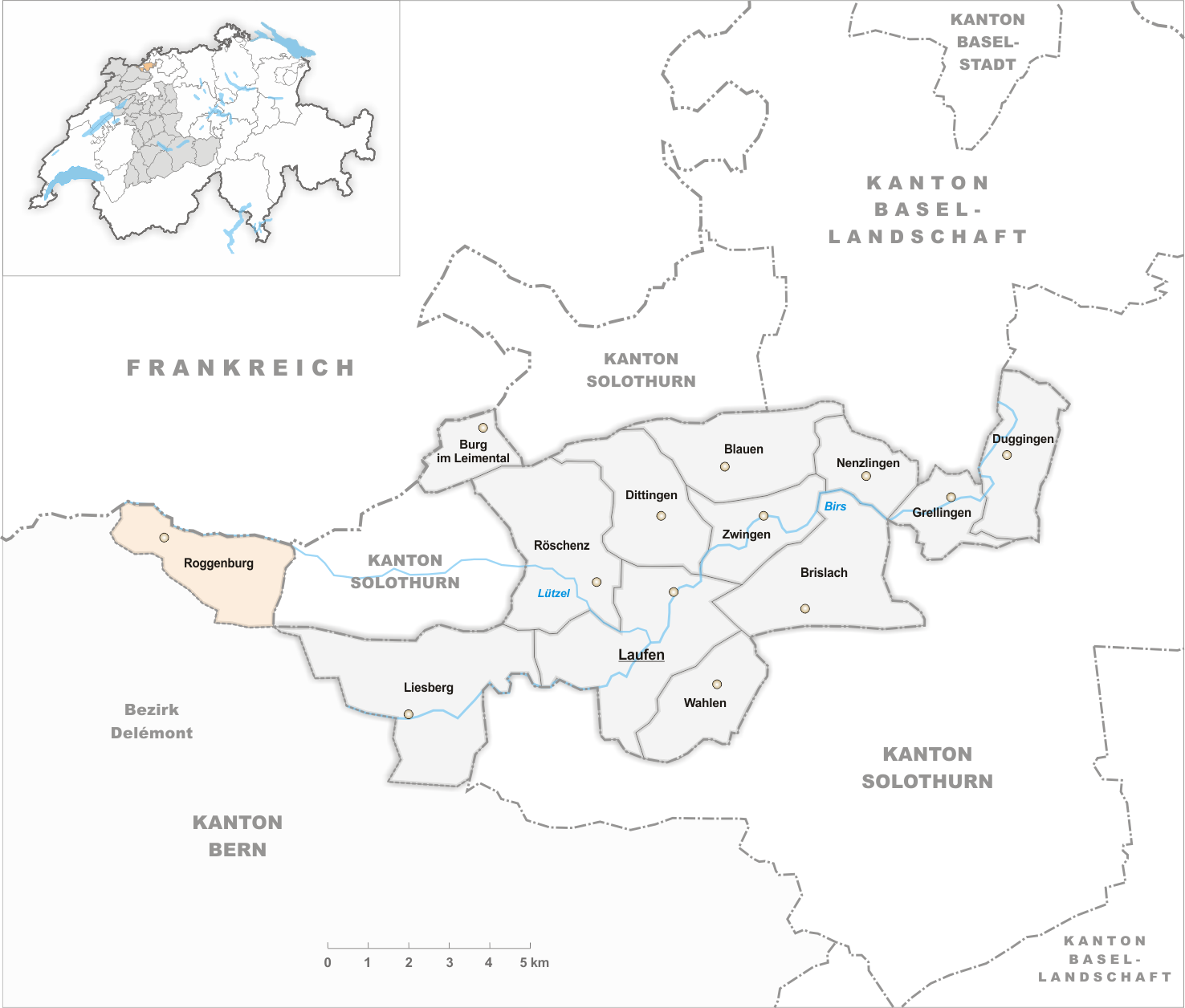
Gemeinden bis 1975
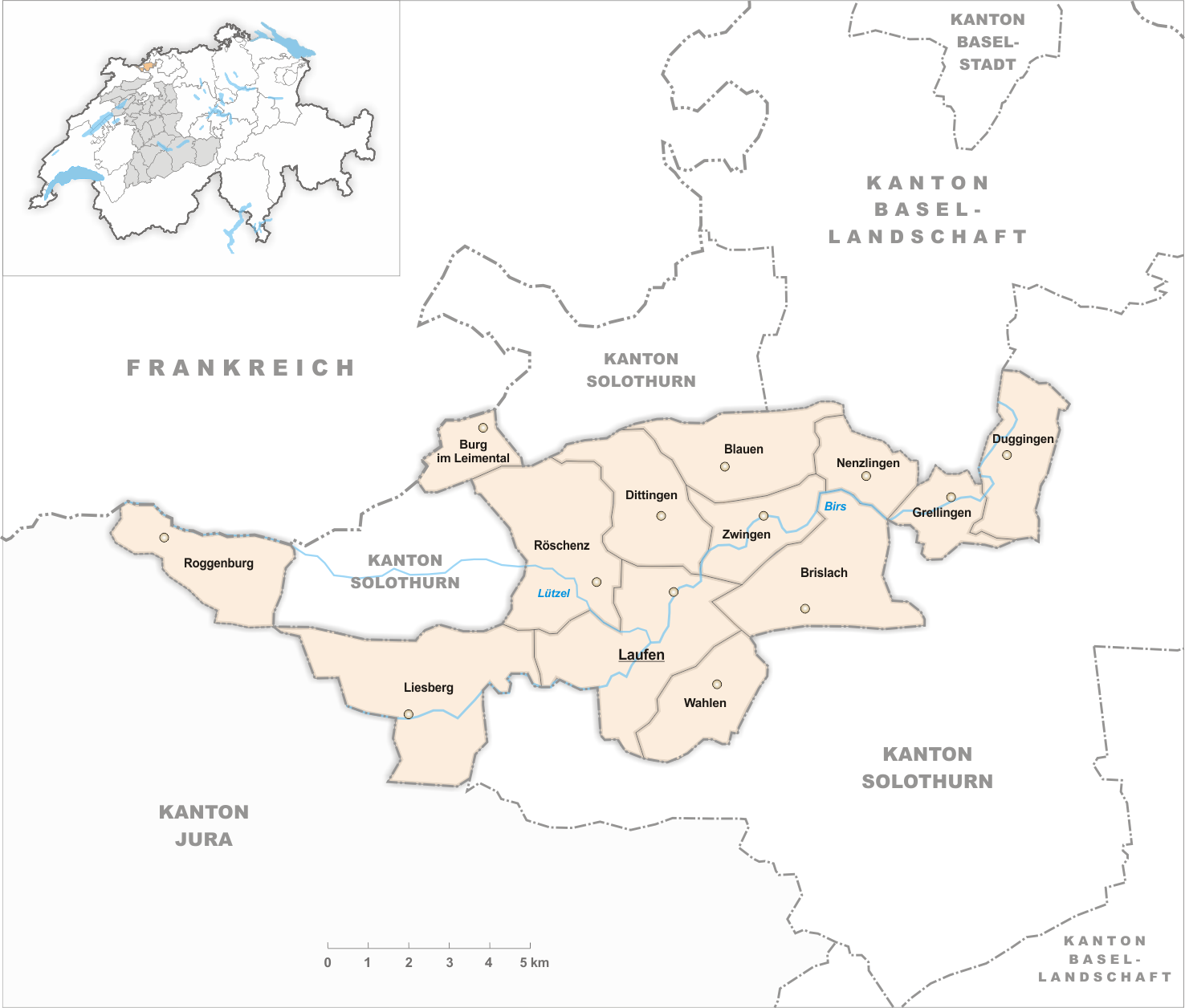
Gemeinden bis 1993

- 1852: Fusion Laufen Stadt und Laufen Vorstadt → Laufen
- 1976: Bezirkswechsel von Roggenburg von Bezirk Delémont → Bezirk Laufen
- 1994: Kantonswechsel vom Kanton Bern → Kanton Basel-Landschaft